# Aeroportul Ingeniero Jacobacci
Aeroportul Ingeniero Jacobacci (IATA: IGB, ICAO: SAVJ) este un aeroport din Provincia Río Negro, Argentina ce deservește zona Ingeniero Jacobacci⁠(d). A fost numit după zona deservită.
Situat la o altitudine de 886 m, aeroportul dispune de o singură pistă.